# Прапор Довжанська
Прапор Довжанська — прапор міста Довжанськ Луганської області. Затверджений 16 квітня 2003 року рішенням сесії міської ради.

## Опис
З авторського опису прапора: «Прямокутне полотнище із співвідношенням сторін 2:3 складається з двох рівновеликих горизонтальних смуг. Верхня смуга складається з трьох смуг чорного, білого і жовтого кольорів, розділених діагонально по низхідній. Нижня смуга зеленого кольору».